# Biama atalumba
Biama atalumba är en insektsart som beskrevs av Otte, D. och R.D. Alexander 1983. Biama atalumba ingår i släktet Biama och familjen Mogoplistidae. Inga underarter finns listade i Catalogue of Life.